# Paule Cassius de Linval
Paule Cassius de Linval (née le 23 octobre 1898 à Saint-Joseph en Martinique et décédée à Arras le 16 août 1970) est une conteuse et poétesse française. Son recueil de contes Mon pays à travers les légendes a été couronné par le prix Montyon (1961). Paule est la nièce de Clémence Cassius de Linval qui a écrit un ouvrage sous le pseudonyme de Jean Max intitulé Cœurs martiniquais (première édition 1922, éditions de la revue moderne, Paris, 1961).
Issue d'une famille de onze enfants, elle termine ses études au couvent Saint-Joseph de Cluny. Commerçante à Fort-de-France, elle retournera en France dans les années 1960 et y publiera le recueil de contes qui fait sa célébrité. Fervente catholique, elle a composé des poésies de thème religieux, rassemblées dans un recueil, Réminiscences.

## Source
- Cyril Mokwenyé, « La littérature féminine antillaise (Guadeloupe et Martinique) : vers une bibliographie générale », Peuples Noirs Peuples Africains, no 49,‎ 1986 (lire en ligne, consulté le 30 mai 2014)
- Éric Mansfield, La symbolique du regard : regardants et regardés dans la poésie antillaise d'expression française : Martinique, Guadeloupe, Guyane, 1945-1982, Paris, Publibook, coll. « Lettres & langues., Lettres modernes », 2009, 630 p. (ISBN 978-2-7483-5012-8, lire en ligne)
- Sous la direction de Jack Corzani, Dictionnaire Encyclopédique Désormeaux, Tome 2, Désormeaux, 1992, 314 pages. Aux page 536-537, il y a une courte biographie de Paule Cassius de Linval.